# Pandanus alpestris
Pandanus alpestris är en enhjärtbladig växtart som beskrevs av Ugolino Martelli. Pandanus alpestris ingår i släktet Pandanus och familjen Pandanaceae.
Artens utbredningsområde är Madagaskar. Inga underarter finns listade.